# Gustave Verniory
Gustave Marie Eugéne Verniory nació en 1865 en Wellin, Las Ardenas, Bélgica. Fue un ingeniero belga que viajó a Chile a fines del siglo XIX para construir la vía férrea en la zona de la Araucanía, donde vivió una década. Escribió un libro de memorias en que relató sus experiencias y describió la vida en esa región, llamado Diez Años en Araucanía.

## Vida
Gustave Verniory nació en el pueblo de Wellin en la región de las Ardenas, en Bélgica. Cuando era niño estudió en la escuela de su aldea y más tarde fue enviado a Luxemburgo para hacer sus estudios secundarios y a Tréveris (Alemania) donde aprendió alemán. Continuó sus estudios universitarios en Bruselas y en 1888 obtuvo su título de ingeniero. Al morir su padre, siendo Gustave el mayor de sus hermanos, debió mantener a su familia. Buscó empleo, pero no había mucho trabajo, ya que Bélgica en ese tiempo atravesaba por una crisis económica, lo que llevó a muchos jóvenes a buscar mejor suerte en el extranjero.
Verniory tuvo conocimiento de que en Chile buscaban profesionales para construir mil kilómetros de líneas férreas. Logró ser contratado gracias a la ayuda de su antiguo profesor, el Señor Louis Cousin de la Universidad de Lovaina, quien había sido contratado como profesor en la Universidad de Chile.
El 26 de enero de 1889 se embarca, saliendo del puerto de Burdeos rumbo a Sudamérica; llegando primero a Río de Janeiro, Brasil, Verniory desea quedarse, pero decide seguir su rumbo. El 29 de marzo de 1889 llega al puerto de Valparaíso y de allí a Santiago donde se queda una semana en la capital. Más tarde el Presidente José Manuel Balmaceda lo envía a la frontera para la construcción del ferrocarril y finalmente llega a Angol el 29 de marzo de 1889 donde quedó fascinado por la belleza y fertilidad de la Araucanía, los hermosos bosques y campos vírgenes que habían sido recientemente ocupados por el ejército chileno.
Verniory dirigió la construcción de la línea férrea de Victoria a Toltén uniendo la zona central con el sur del país.
Escribió un libro de memorias muy ameno, honesto y detallado, en el cual relató cómo era la vida en la frontera, llamado "Diez Años en la Araucanía 1889-1899", editado por Pehuén Editores.
En el libro describió el paisaje de la Araucanía, su gente, los modos de vida de los colonos, los mapuches y sus costumbres, con quienes trabó amistad. Verniory incluso aprendió el idioma mapudungun y vivió en Angol, Lautaro, Pitrufquén y Temuco.
Cuando estalló la Guerra Civil de 1891 y el presidente Balmaceda fue derrotado, Verniory fue despedido, pero luego fue contratado por una empresa para dirigir la construcción de la línea férrea de Temuco a Pitrufquén. En esos tiempos se estaba en tensión, ya que se temía una guerra con Argentina por los límites australes.
Verniory pensó en irse del país en caso de guerra, pero su hermano Alfred había llegado a Chile en 1895 y estaba ansioso de pertenecer al ejército chileno. Por ese motivo, Verniory decidió quedarse un tiempo más para acompañar a su hermano. Empieza a extrañar su patria y decide volver a Bélgica en 1899 y se aleja de Chile, aunque con la intención de retornar. Trabajó en Francia en la construcción del metro de París, que el barón Edouard Empain había mandado construir. Cuando estuvo en Francia se enteró de la muerte de su hermano en Chile a causa de tifus en 1908. Se estableció en Bruselas, se casó y formó una familia. Nunca regresó a Chile.
Murió en 1949 y su libro de memorias sería publicado por primera vez en 1976.

## La Casa de Verniory
Un grupo de la Escuela de Arquitectura de la Universidad Autónoma del Sur, que estaba estudiando las casas patrimoniales de Lautaro, encontró la casa que había pertenecido a Verniory en esa ciudad de la Araucanía.
Verniory vivió cinco años en Lautaro, entre 1890 y 1895, tiempo en el cual en su libro de memorias describe su vida en la ciudad. Verniory también construyó el puente Quillén.
La Casa se derrumbó, a causa del terremoto del 27 de febrero de 2010.

## Diez años en araucanía
“Diez Años en Araucanía 1889-1899”, título por el cual se editó su diario íntimo, en el cual va relatando desde el momento en que se entera del puesto de trabajo en Chile hasta su regreso a Bélgica diez años después.
Con veintidós años y nueve meses Gustave Verniory, luego de obtener su diploma de ingeniero civil y de buscar con poco éxito un puesto de trabajo estable y con solo algunos trabajos esporádicos como ingeniero, decide viajar a la hacienda de un conocido de su tío en Santa Fe, Argentina, en Bélgica el país estaba en crisis económica y no había puestos de trabajo para ingenieros, pero con la repentina muerte de su padre por una apoplejía la necesidad de un trabajo provechoso se hizo urgente.
Durante el transcurso del año 1888 antes de viajar a Chile, tuvo otras ofertas de trabajo en el extranjero que rechazó por las malas condiciones sanitarias, una en Río de Janeiro en la Compañía de Gas, ciudad que se encontraba azotada por la fiebre amarilla según los periódicos locales belgas y el otro en una isla en la desembocadura del Congo para una fábrica de aceite de Palma. En ambos casos su madre puso el grito en el cielo, ya que dos de sus compañeros de ingeniería habían encontrado la muerte en el Congo.
Así fue como al terminar el año en una cena, supo que el gobierno chileno estaba reclutando personal técnico para la construcción de una vasta red ferroviaria. Se puso en contacto con el encargado y arregló su partida.
Días antes de su partida. recibe una carta de Ernesto Robinson Viaña donde habla con entusiasmo de Chile y envía una serie de epístolas de recomendación para su familia y amigos.
El día miércoles 23 de enero de 1889, comenzó su viaje. De Bruselas a París y de París en tren hasta Burdeos, donde se embarcaría junto con los otros seleccionados, en el Potosí, navío inglés, con destino Valparaíso.
Es en París donde se encuentra con Carlos Antúnez, enviado extraordinario y ministro plenipotenciario de Chile en Francia y les entrega a él y sus compañeros los contratos y viáticos para el viaje. Recorre unos días París la que en ese momento estaba construyendo la torre Eiffel.

La torre Eiffel pronto alcanzará toda su altura, pero está lejos de responder a la idea que me había formado. Es verdad que los materiales están amontonados en los accesos  y es probable que cuando esté concluida, la impresión sea mejor. Lo que más me sorprendió fue la galería de máquinas; por ahora no muestra más que una armazón, pero ¡qué armazón!
 Gustave Verniory.

El día sábado 26 de enero, Gustave Verniory se embarca desde el río Garona con destino a Latinoamérica. Para el día 28 estaban llegando a las costas españolas última parada en Europa antes de comenzar el cruce oceánico.
Un mes más tarde el día 26 de febrero, doblan el cabo de las Vírgenes y de penetrar en el famoso Estrecho de Magallanes y nos entrega está descripción de los habitantes de la zona.

Nos cruzamos con piraguas primitivas hechas de troncos de árbol ahuecados, tripuladas por indios patagones dedicados a la pesca. Contrariamente a la opinión que los ha hecho gigantes, son de talla corriente; su piel es de color cobrizo. A pesar del frío, tienen por toda vestimenta un calzón de cuero. Los acompañan mujeres de las cuales algunas llevan niños en bandolera sujetos por correas.
 Gustave Verniory.